# فرد هيس
فرد هيس (بالإنجليزية: Fred Hess)‏ هو عازف جاز أمريكي، ولد في 3 سبتمبر 1944، وتوفي في 26 أكتوبر 2018.

## وصلات خارجية
- فرد هيس على موقع ميوزك برينز (الإنجليزية)
- فرد هيس على موقع أول ميوزيك (الإنجليزية)
- فرد هيس على موقع ديسكوغز (الإنجليزية)